# Nagroda Kniksena
Nagroda Kniksena – przyznawane od 1990 wyróżnienie dla najlepszych piłkarzy norweskiej pierwszej ligi piłkarskej. Nazwa pochodzi od przydomka jednego z najlepszych norweskich graczy w historii, Roalda Jensena.

## Kategorie

### Kategoria A
Jury wybiera najlepszych z Tippeligaen w poniższych kategoriach:
- Bramkarz roku,
- Obrońca roku,
- Pomocnik roku,
- Napastnik roku,
- Trener roku
- Sędzia roku
- W 2006 roku dodano kategorię Młody piłkarz roku, a także Najlepszy piłkarz Adeccoligaen

W każdym przypadku piłkarz musi grać w Norwegii, narodowość nie ma znaczenia.

### Kategoria B
Kniksen roku
Najlepszy piłkarz norweski, grający zagranicą lub w Norwegii. Nagroda ta nie została przyznawana w 2005 i 2006 roku, ale powróciła w 2007.
Nagroda honorowa
Otrzymuje go osoba, albo drużyna, która miała ogromny wkład w rozwój norweskiej piłki.

## Zwycięzcy

### 2008
- Bramkarz roku: Eddie Gustafsson, Lyn Fotball
- Obrońca roku: Morten Morisbak Skjønsberg, Stabæk IF
- Pomocnik roku: Alanzinho, Stabæk IF
- Napastnik roku: Daniel Nannskog, Stabæk IF
- Trener roku: Jan Jõnsson, Stabæk IF oraz Geir Nordby, Røa IL
- Sędzia roku: Espen Berntsen, Vang
- Kniksen roku: John Carew, Aston Villa
- Nagroda honorowa: Ronny Johnsen

### 2007
- Bramkarz roku: Håkon Opdal, SK Brann
- Obrońca roku: Frode Kippe, Lillestrøm SK
- Pomocnik roku: Alanzinho, Stabæk IF
- Napastnik roku: Thorstein Helstad, SK Brann
- Trener roku: Mons Ivar Mjelde, SK Brann
- Sędzia roku: Terje Hauge, Olsvik IL
- Kniksen roku: John Carew, Aston Villa
- Nagroda honorowa: Ole Gunnar Solskjær, Manchester United

### 2006
- Bramkarz roku: Håkon Opdal, SK Brann
- Obrońca roku: Per Nilsson, Odds BK.
- Pomocnik roku: Robert Koren, Lillestrøm SK
- Napastnik roku: Steffen Iversen, Rosenborg BK
- Trener roku: Knut Tørum, Rosenborg BK
- Sędzia roku: Tom Henning Øvrebø, Nordstrand IL.
- Młody piłkarz roku: Chinedu Obasi, Lyn Fotball
- Gracz roku w Adeccoligaen: Mattias Andersson, Strømsgodset IF
- Kniksen roku: John Arne Riise, Liverpool

### 2005
- Bramkarz roku: Árni Gautur Arason, Vålerenga Fotball
- Obrońca roku: Bård Borgersen, IK Start
- Pomocnik roku:: Kristofer Hæstad, IK Start
- Napastnik roku: Ole Martin Årst, Tromsø IL
- Trener roku: Tom Nordlie, IK Start
- Sędzia roku: Tom Henning Øvrebø, Nordstrand IL
- Kniksen roku: John Carew, Olympique Lyon

### 2004
- Bramkarz roku: Ali Al-Habsi, Lyn Fotball
- Obrońca roku: Erik Hagen, Vålerenga Fotball
- Pomocnik roku:: Ardian Gashi, Vålerenga Fotball
- Napastnik roku: Alexander Ødegaard, Sogndal IL
- Trener roku: Ståle Solbakken, Hamarkameratene
- Sędzia roku: Terje Hauge, Olsvik IL
- Kniksen roku: Erik Hagen, Vålerenga Fotball
- Nagroda honorowa: Henning Berg i Hege Riise

### 2003
- Bramkarz roku: Espen Johnsen, Rosenborg BK
- Obrońca roku: Vidar Riseth, Rosenborg BK
- Pomocnik roku: Martin Andresen, Stabæk IF
- Napastnik roku: Harald Martin Brattbakk, Rosenborg BK
- Trener roku: Øystein Gåre, FK Bodø/Glimt
- Sędzia roku: Tom Henning Øvrebø, Nordstrand IL
- Kniksen roku: Martin Andresen, Stabæk IF
- Nagroda honorowa: Per Ravn Omdal, Prezes Norweskiego Związku Piłkarskiego

### 2002
- Bramkarz roku: Erik Holtan, Odds BK
- Obrońca roku: Tommy Berntsen, Lyn Fotball
- Pomocnik roku: Ørjan Berg, Rosenborg BK
- Napastnik roku: Bengt Sæternes, FK Bodø/Glimt
- Trener roku: Sture Fladmark, Lyn Fotball
- Sędzia roku: Tom Henning Øvrebø, Nordstrand IL
- Kniksen roku: André Bergdølmo, AFC Ajax
- Kniksen's honour award: Nils Arne Eggen, Rosenborg BK

### 2001
- Bramkarz roku: Árni Gautur Arason, Rosenborg BK
- Obrońca roku: Torgeir Bjarmann, Lillestrøm SK
- Pomocnik roku: Ørjan Berg, Rosenborg BK
- Napastnik roku: Clayton Zane, Lillestrøm SK
- Trener roku: Arne Erlandsen, Lillestrøm SK
- Sędzia roku: Tom Henning Øvrebø, Nordstrand IL
- Kniksen roku: Ørjan Berg, Rosenborg BK
- Nagroda honorowa: Bent Skammelsrud, Rosenborg BK i Roar Strand, Rosenborg BK

### 2000
- Bramkarz roku: Emille Baron, Lillestrøm SK
- Obrońca roku: Erik Hoftun, Rosenborg BK
- Pomocnik roku: Ørjan Berg, Rosenborg BK
- Napastnik roku: Thorstein Helstad, SK Brann
- Trener roku: Benny Lennartsson, Viking FK
- Sędzia roku: Rune Pedersen, SK Sprint/Jeløy
- Kniksen roku: Erik Mykland, TSV 1860 Monachium
- Nagroda honorowa: Jahn-Ivar Jakobsen, Rosenborg BK and Kobieca reprezentacja Norwegii w piłce nożnej

### 1999
- Bramkarz roku: Frode Olsen, Stabæk IF
- Obrońca roku: Erik Hoftun, Rosenborg BK
- Pomocnik roku: Magnus Svensson, Viking FK
- Napastnik roku: Rune Lange, Tromsø IL
- Trener roku: Nils Arne Eggen, Rosenborg BK
- Sędzia roku: Rune Pedersen, SK Sprint/Jeløy
- Kniksen roku: Henning Berg, Manchester United
- Nagroda honorowa: Nils Johan Semb, selekcjoner Norwegii i Jostein Flo

### 1998
- Bramkarz roku: Frode Olsen, Stabæk IF
- Obrońca roku: Erik Hoftun, Rosenborg BK
- Pomocnik roku: Roar Strand, Rosenborg BK
- Napastnik roku: Sigurd Rushfeldt, Rosenborg BK
- Trener roku: Trond Sollied, Rosenborg BK
- Sędzia roku: Rune Pedersen, SK Sprint/Jeløy
- Kniksen roku: Tore André Flo, Chelsea F.C.
- Nagroda honorowa: Rune Pedersen, SK Sprint/Jeløy

### 1997
- Bramkarz roku: Frode Olsen, Stabæk IF
- Obrońca roku: Erik Hoftun, Rosenborg BK
- Pomocnik roku: Bent Skammelsrud, Rosenborg BK
- Napastnik roku: Harald Brattbakk, Rosenborg BK
- Trener roku: Dag Vidar Kristoffersen, Strømsgodset IF
- Sędzia roku: Rune Pedersen, SK Sprint/Jeløy
- Kniksen roku: Nils Arne Eggen, menadżer Rosenborg BK
- Nagroda honorowa: Rosenborg BK

### 1996
- Bramkarz roku: Jørn Jamtfall, Rosenborg BK
- Obrońca roku: Erik Hoftun, Rosenborg BK
- Pomocnik roku: Trond Egil Soltvedt, Rosenborg BK
- Napastnik roku: Mons Ivar Mjelde, SK Brann
- Trener roku: Nils Arne Eggen, Rosenborg BK
- Sędzia roku: Rune Pedersen, SK Sprint/Jeløy
- Kniksen roku: Ole Gunnar Solskjær, Manchester United
- Nagroda honorowa: Erik Thorstvedt, Viking FK

### 1995
- Bramkarz roku: Morten Bakke, Molde FK
- Obrońca roku: Erik Hoftun, Rosenborg BK
- Pomocnik roku: Ståle Solbakken, Lillestrøm SK
- Napastnik roku: Harald Brattbakk, Rosenborg BK
- Trener roku: Nils Arne Eggen, Rosenborg BK
- Sędzia roku: Rune Pedersen, SK Sprint/Jeløy
- Kniksen roku: Hege Riise, Kobieca reprezentacja Norwegii w piłce nożnej
- Nagroda honorowa: Ola By Rise, Rosenborg BK

### 1994
- Bramkarz roku: Thomas Myhre, Viking FK
- Obrońca roku: Pål Lydersen, IK Start
- Pomocnik roku: Erik Mykland, IK Start
- Napastnik roku: Harald Brattbakk, Rosenborg BK
- Trener roku: Nils Arne Eggen, Rosenborg BK
- Sędzia roku: Rune Pedersen, SK Sprint/Jeløy
- Kniksen roku: Rune Bratseth, Werder Brema
- Nagroda honorowa: Per Ravn Omdal Prezes Norweskiego Związku Piłkarskiego i Rune Bratseth, Werder Brema

### 1993
- Bramkarz roku: Frode Grodås, Lillestrøm SK
- Obrońca roku: Tore Pedersen, SK Brann
- Pomocnik roku: Øyvind Leonhardsen, Rosenborg BK
- Napastnik roku: Mons Ivar Mjelde, Lillestrøm SK
- Trener roku: Trond Sollied, FK Bodø/Glimt
- Sędzia roku: Roy Helge Olsen, Lyn Fotball
- Kniksen roku: Egil Olsen, selekcjoner Norwegii
- Nagroda honorowa: Kobieca reprezentacja Norwegii w piłce nożnej

### 1992
- Bramkarz roku: Ola By Rise, Rosenborg BK
- Obrońca roku: Roger Nilsen, Viking FK
- Pomocnik roku: Erik Mykland, IK Start
- Napastnik roku: Gøran Sørloth, Rosenborg BK
- Trener roku: Per Brogeland, Kongsvinger IL
- Sędzia roku: Rune Pedersen, SK Sprint/Jeløy
- Kniksen roku: Rune Bratseth, Werder Brema
- Nagroda honorowa: Egil Olsen, selekcjoner Norwegii i Per Egil Ahlsen, Fredrikstad FK

### 1991
- Bramkarz roku: Frode Grodås, Lillestrøm SK
- Obrońca roku: Pål Lydersen, IK Start
- Pomocnik roku: Øyvind Leonhardsen, Molde FK
- Napastnik roku: Gøran Sørloth, Rosenborg BK
- Trener roku: Benny Lennartsson, Viking FK
- Sędzia roku: Rune Pedersen, SK Sprint/Jeløy
- Kniksen roku: Rune Bratseth, Werder Brema
- Kniksen's honour award: Terje Kojedal, Hamarkameratene i Sverre Brandhaug, Rosenborg BK

### 1990
- Bramkarz roku: Einar Rossbach, Tromsø IL
- Obrońca roku: Per Ove Ludvigsen, Fyllingen Fotball
- Pomocnik roku: Per Egil Ahlsen, SK Brann
- Napastnik roku: Tore André Dahlum, Rosenborg BK
- Trener roku: Nils Arne Eggen, Rosenborg BK
- Sędzia roku: Rune Pedersen, SK Sprint-Jeløy
- Kniksen roku: Erik Thorstvedt, Tottenham Hotspur